# Mataharis
Mataharis is een Spaanse film uit 2007, geregisseerd door Icíar Bollaín.

## Verhaal
Inés, Eva en Carmen werken als privédetectives voor een agentschap in Madrid. In hun werk onderzoeken ze ze geheimen in het leven van anderen. Door een onverwachte wending tijdens een van hun zaken, worden ze geconfronteerd met hun eigen duistere geheimen.

## Rolverdeling
| Acteur              | Personage |
| ------------------- | --------- |
| Najwa Nimri         | Eva       |
| Maria Vázquez       | Inés      |
| Nuria González      | Carmen    |
| Diego Marín         | Manuel    |
| Tristán Ulloa       | Iñaki     |
| Fernando Cayo       | Valbuena  |
| Antonio de la Torre | Sergio    |
| Adolfo Fernández    | Alberto   |

## Ontvangst

### Recensies
De Volkskrant schreef: "Net als in haar vorige film, het veelbekroonde Te doy mis ojos (2003), laat Bollaín veel afhangen van haar acteurs. Die keuze pakt opnieuw goed uit: María Vazquez, Nuria González en Najwa Nimri zijn aan elkaar gewaagd. Hun spel, subtiel maar veelzeggend, maakt dat de film boeit en ontroert." NRC schreef: "Hoewel regisseur Icíar Bollaín (...) diep in de levens van haar protagonisten probeert te graven, blijft het resultaat wat braaf en voorspelbaar."

### Prijzen en nominaties
Een selectie:
| Jaar | Prijs                           | Categorie                  | Genomineerde                     | Resultaat   |
| ---- | ------------------------------- | -------------------------- | -------------------------------- | ----------- |
| 2007 | Filmfestival van San Sebastián  | Gouden Schelp - Beste film | Mataharis                        | Genomineerd |
| 2008 | Premios Goya (22ste uitreiking) | Beste regisseur            | Icíar Bollaín                    | Genomineerd |
| 2008 | Premios Goya (22ste uitreiking) | Beste acteur               | Tristán Ulloa                    | Genomineerd |
| 2008 | Premios Goya (22ste uitreiking) | Beste vrouwelijke bijrol   | Nuria González                   | Genomineerd |
| 2008 | Premios Goya (22ste uitreiking) | Beste vrouwelijke bijrol   | María Vázquez                    | Genomineerd |
| 2008 | Premios Goya (22ste uitreiking) | Beste bewerkt scenario     | Icíar Bollaín, Tatiana Rodríguez | Genomineerd |
| 2008 | Filmfestival van Guadalajara    | Mayahuel - Beste scenario  | Icíar Bollaín, Tatiana Rodríguez | Gewonnen    |